# Gloria Gaither
Gloria Gaither ,née le 4 mars 1942, est une auteure-compositrice-interprète chrétienne, auteure, conférencière, rédactrice en chef et universitaire américaine. 

## Biographie
Gloria Gaither est mariée à Bill Gaither et ensemble, ils ont écrit plus de 700 chansons. Elle joue, voyagé et enregistré avec le Bill Gaither Trio de 1965 à 1991. 
Depuis 1991, elle interprète,enregistre compose et scénarise pour la série d'émissions télévisées Gaither Homecoming.

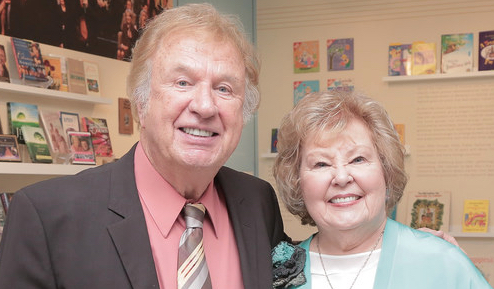
Bill & Gloria Gaither, Sept. 2016